# Arp 119
Arp 119 ist ein interagierendes Galaxienpaar im Sternbild Pisces, die sich aus einer elliptischen Galaxie und einer Balkenspiralgalaxie zusammensetzt. Halton Arp gliederte seinen Katalog ungewöhnlicher Galaxien nach rein morphologischen Kriterien in Gruppen. Diese Galaxie gehört zu der Klasse Elliptischer Galaxien nahe bei Spiralgalaxien und diese störend. 